# Młyn w Chociszewie (powiat zgierski)
Młyn żytni w Chociszewie – drewniany młyn wodno-elektryczny nad Bzurą wybudowany ok. 1920 r. Znajduje się w Chociszewie, w powiecie zgierskim, w województwie łódzkim. Obiekt wpisany do gminnej ewidencji zabytków.

## Historia miejsca
Młyny nad Bzurą w tej lokalizacji istniały od bardzo dawna. Były własnością osadników niemieckich. Poprzednikiem obecnie istniejącego młyna był budynek drewniany, parterowy, o konstrukcji zrębowej i dachu dwuspadowym krytym gontami. Usytuowany był częściowo na palach nad wodą (część produkcyjna) a częściowo na stałym lądzie (część mieszkalna). Był napędzany kołem wodnym podsiębiernym. Posiadał 2 pary kamieni francuskich, żubrownik, podgródkę, stawidło robocze oraz staw młyński.

## Obecny młyn
Około 1920 roku (być może w 1918) przeprowadzono gruntowny remont zabudowań młyńskich. Budynek produkcyjny młyna został wówczas rozebrany i odbudowany od nowa jako jednopiętrowy budynek drewniany na betonowym fundamencie o konstrukcji szkieletowej i dachu dwuspadowym krytym papą. Podczas remontu zainstalowano 1 parę walców. W 1925 r. koło wodne zostało zastąpione turbiną wodną. Moc przemiałowa młyna w okresie międzywojennym była szacowana na 1-1,5 t zboża na dobę. W 1968 r. turbina wodna została zastąpiona silnikiem elektrycznym. W okresie PRL młyn stanowił własność prywatną. 
W 2024 r. młyn jest czynny. Oferuje mąkę żytnią oraz śrutę. Jest wymieniany jako atrakcja turystyczna. W sąsiedztwie młyna przebiega rowerowy szlak turystyczny "W centrum Polski" (niebieski).